# 羅勳奴·塞哥維亞
羅勳奴·塞哥維亞·狄奧·布爾戈（Rufino Segovia del Burgo，1985年3月1日－），生於西班牙馬德里，西班牙足球運動員，司職前鋒。現時效力西班牙皇家足協乙組聯賽球會馬貝拉。

## 球會生涯
羅勳奴生於西班牙馬德里，出身自西甲球會華歷簡奴後轉投馬德里體育會B隊，於2006/07球季更升上馬德里體育會一隊但只上陣兩場，在2009年於西乙B球會托萊多有頗突出的表現，合共效力3季上陣86場取得45球亦於一場聯賽攻入5球，於2015年8月在羅馬尼亞甲組球會普利添美梳拿效力了半季。2016年1月，羅勳奴加盟香港超級聯賽球會傑志取代當季表現下落的同鄉球員巴倫古素，於2016年1月30日首次為傑志上陣即梅開二度協助球會以3–0大勝南華，羅勳奴隨即2月15日首次列入亞協盃大軍名單，2月23日首場分組賽便取得奠勝入球協助傑志以1–0擊敗菲律賓球會卡雅，
2016年3月19日，羅勳奴於傑志以6–1大勝東方的聯賽盃4強首次在香港攻入四球，賽後更將皮球拿回家留念。羅勳奴在2016年4月23日當選港超聯2月及3月最有價值球員，該獎項是首次有球員連續兩月當選，其後在季尾2016年5月19日舉行的香港足球明星選舉入選最佳11人。可惜同位置的當季香港足球先生費蘭度於2016/17球季大勇，令羅勳奴出場機會大減於2016年9月11日主場以2–0擊敗九巴元朗的聯賽取得在當季的首個入球。季尾協助傑志成為本地三冠王，於與多間球會接觸後2017年7月轉投馬來西亞超級足球聯賽球會雪蘭莪。
2018年，羅勳奴獲選為馬來西亞超級足球聯賽的最佳外援球員，但是在2019年因為受傷錯過了大部份比賽。他表示很喜歡馬來西亞，希望可以在將來代表馬來西亞國家足球隊。
羅勳奴於2021年9月24日回到西班牙，36歲的他與西班牙皇家足協乙組聯賽球會馬貝拉簽約。

## 軼事
每當羅勳奴入球後會擺出其招牌「機關槍」慶祝動作，因為他在西班牙落班時每當他取得入球，場內的廣播員就會大喊「噠噠噠噠噠噠——羅勳奴！」，那個「噠噠噠」的聲音就像機關槍掃射所以羅勳奴就用這個動作慶祝入球。

## 榮譽
傑志
- 香港聯賽盃冠軍（2015–16季度）
- 香港高級組銀牌冠軍（2016–17季度）
- 香港超級聯賽冠軍（2016–17季度）
- 香港足總盃冠軍（2016–17季度）

個人
- 香港超級聯賽「二月最有價值球員」（2015–16季度）
- 香港超級聯賽「三月最有價值球員」（2015–16季度）
- 香港足球明星選舉 最佳11人（2015–16季度）
- 馬來西亞超級足球聯賽 最佳外援球員 （2018年度）

## 職業生涯數據
最後更新：2016年5月28日
| 球會表現     | 球會表現     | 聯賽         | 港超聯 | 港超聯 | 季後附加賽 | 季後附加賽 | 高級組銀牌 | 高級組銀牌 | 聯賽盃 | 聯賽盃 | 足總盃 | 足總盃 | 菁英盃 | 菁英盃 | 亞冠盃 | 亞冠盃 | 亞協盃 | 亞協盃 | 總計 | 總計 |
| 球會表現     | 球會表現     | 聯賽         | 上陣   | 入球   | 上陣       | 入球       | 上陣       | 入球       | 上陣   | 入球   | 上陣   | 入球   | 上陣   | 入球   | 上陣   | 入球   | 上陣   | 入球   | 上陣 | 入球 |
| ------------ | ------------ | ------------ | ------ | ------ | ---------- | ---------- | ---------- | ---------- | ------ | ------ | ------ | ------ | ------ | ------ | ------ | ------ | ------ | ------ | ---- | ---- |
| 2015–16      | 傑志         | 港超聯       | 6      | 4      | 1          | 0          | 0          | 0          | 3      | 6      | 1      | 1      | 0      | 0      | 0      | 0      | 7      | 6      | 18   | 17   |
| 總計（傑志） | 總計（傑志） | 總計（傑志） | 6      | 4      | 1          | 0          | 0          | 0          | 3      | 6      | 1      | 1      | 0      | 0      | 0      | 0      | 7      | 6      | 18   | 17   |

## 外部連結
- 香港足球總會網頁球員註冊資料 （页面存档备份，存于）